# 野池政宏
野池 政宏（のいけ まさひろ、1960年 - ）は、日本の建築コンサルタント、著述家。住まいと環境社 代表、暮らしエネルギー研究所 代表取締役。Forward to 1985 energy life 創設者。
岡山大学理学部物理学科卒業。温熱環境・省エネルギーを踏まえたパッシブデザインの指導で知られ、多くの地域工務店から支持されている。

## 著書

### 単著
- 野池政宏『Passive Design』ザ メディアジョン、2010年12月3日。
- 野池政宏『省エネ・エコ住宅設計究極マニュアル 増補改訂版』エクスナレッジ、2014年6月24日。

### 共著
- 野池政宏、米谷良章『本当にすごいエコ住宅をつくる方法 最新版』エクスナレッジ、2013年11月19日。
- 野池政宏、清水康弘、小林伸吾『パッシブデザインの住まいと暮らし 暮らし上手が選んだ省エネ住宅』農山漁村文化協会、2016年11月15日。